# كاثي أودونيل
كاثي أودونيل (بالإنجليزية: Cathy O'Donnell)‏ هي ممثلة أمريكية، ولدت في 6 يوليو 1923 بألاباما في الولايات المتحدة، وتوفيت في 11 أبريل 1970 بلوس أنجلوس في الولايات المتحدة بسبب سرطان.

## أعمال

### أفلام
- (1946) أجمل سنوات العمر
- (1951) قصة محقق
- (1959) بن هور[4][5][6]

## وصلات خارجية
- كاثي أودونيل على موقع IMDb (الإنجليزية)
- كاثي أودونيل على موقع ألو سيني (الفرنسية)
- كاثي أودونيل على موقع أول موفي (الإنجليزية)
- كاثي أودونيل على موقع قاعدة بيانات الأفلام السويدية (السويدية)
- كاثي أودونيل على موقع إن إن دي بي (الإنجليزية)
- كاثي أودونيل على موقع قاعدة بيانات الفيلم (الإنجليزية)
- كاثي أودونيل على موقع كينوبويسك (الروسية)